# チェッレレ
チェッレレ（伊: Cellere）は、イタリア共和国ラツィオ州ヴィテルボ県にある、人口約1,100人の基礎自治体（コムーネ）。

## 地理

### 位置・広がり
ヴィテルボ県西部のコムーネ。県都ヴィテルボから西北西へ29kmの距離にある。

#### 隣接コムーネ
隣接するコムーネは以下の通り。
- アルレーナ・ディ・カストロ
- カニーノ
- イスキア・ディ・カストロ
- ピアンサーノ
- テッセナーノ
- ヴァレンターノ

### 気候分類・地震分類
チェッレレにおけるイタリアの気候分類 (it) および度日は、zona D, 2031 GGである。
また、イタリアの地震リスク階級 (it) では、zona 2B (sismicità media) に分類される。